# Zwickau
Zwickau (wym. MAF: [ˈt͡svɪkaʊ̯], posłuchajⓘ; pol. hist. Ćwików, czes. Cvikov) – miasto powiatowe we wschodniej części Niemiec, w kraju związkowym Saksonia, w okręgu administracyjnym Chemnitz, stolica powiatu Zwickau, na przedgórzu Rudaw.

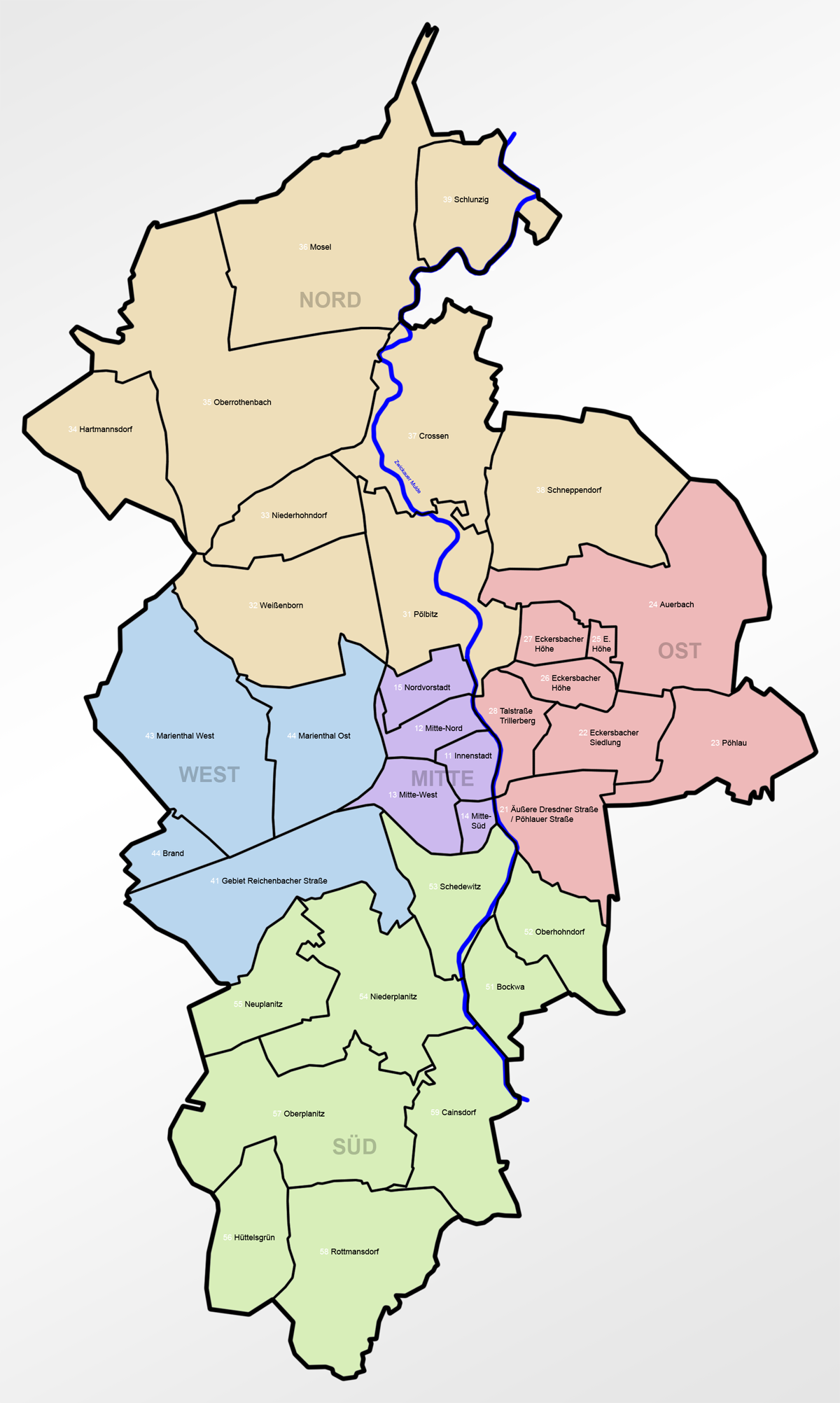
Dzielnice miasta

## Historia
Tereny wokół Ćwikowa zostały zasiedlone przez Słowian na początku VII wieku. W X wieku zaczęli przybywać niemieccy osadnicy, a rodzimi Słowianie zostali schrystianizowani. Pierwsze wzmianki o mieście pochodzą z roku 1118. Osada otrzymała prawa miejskie w 1212. Ćwików był wolnym miastem od 1290 do 1323. W 1470 roku po odkryciu srebra w Śnieżnej Górze nastąpił intensywny rozwój górnictwa w regionie. Miasto zostało złupione podczas wojny 30-letniej.
W roku 1810, w domu przy rynku, urodził się kompozytor Robert Schumann (upamiętnia go pomnik z 1901 na Placu Głównym). W 1904 r. w mieście powstała fabryka samochodów Horch, a następnie w 1909 roku wytwórnia samochodów Audi. W 1932 r. obie marki zostały włączone do Auto Union, ale zachowały niezależne znaki handlowe.
Podczas II wojny światowej rząd niemiecki utworzył w mieście obóz koncentracyjny KL Flossenbürg i obóz pracy na zamku Osterstein. W przeciwieństwie do innych miast w Saksonii, Zwickau nie zostało poważnie zniszczone przez bombardowania podczas II wojny światowej. W dniu 17 kwietnia 1945 roku Zwickau zostało zajęte przez wojska US Army. W dniu 1 sierpnia 1945 miasto zostało przekazane pod kontrolę ZSRR. Firma Auto Union przeniosło się do Ingolstadt w Bawarii i przekształciło się w dzisiejszą firmę Audi. Od 1949 do 1990 miasto znajdowało się w NRD i było ośrodkiem wydobycia węgla.
W mieście zlokalizowane były dwa główne obiekty przedsiębiorstwa Wismut, które zajmowało się kopalnictwem rud uranu na potrzeby bomby atomowej dla ZSRR. Zlokalizowane były w Zwickau-Crossen i Zwickau-Cainsdorf i produkowały m.in. urządzenia dla znajdujących się w Rudawach i Turyngii kopalni uranu. W 1957 roku na bazie zakładu Auto Union powstała firma VEB Sachsenring Automobilwerke Zwickau produkująca m.in. samochody Trabant. W 1978 roku w mieście zaprzestano wydobycia węgla kamiennego. Po przyłączeniu NRD do RFN w 1990 roku dawny zakład produkcyjny VEB Sachsenring został przejęty przez koncern Volkswagen i od tego czasu został przebudowany na zakład produkujący silniki i przekładnie. W 1992 roku zamknięto w mieście ostatni piec koksowniczy. Obecnie głównym pracodawcą jest Volkswagen, który montuje w mieście swoje modele Golf, Passat i Phaeton w fabryce Zwickau-Mosel. W dawnych zakładach wytwórczych firma Audi AG wraz z miastem Zwickau prowadzi Muzeum Augusta Horcha. W 2020 z fabryki w Ćwikowie wyjechał ostatni pojazd spalinowy, co było zakończeniem produkcji pojazdów spalinowych rozpoczętych w 1904 roku. Fabryka od tej pory będzie produkowała wyłącznie samochody elektryczne.
1 sierpnia 2008 Zwickau straciło status miasta na prawach powiatu i włączone zostało do powiatu Zwickau.

## Demografia
Populacja miasta w XX i XXI wieku:

- 1905 – 68 502
- 1910 – 73 542[2]
- 1919 – 69 600
- 1920 – 71 753
- 1925 – 80 358[2]
- 1930 – 85 685
- 1933 – 84 701[2]
- 1935 – 84 059
- 1939 – 84 399[2]
- 1946 – 122 862
- 1950 – 138 844[2]
- 1955 – 135 751
- 1960 – 129 138[2]
- 1972 – 124 796
- 1981 – 121 283
- 1986 – 120 923
- 1995 – 102 563
- 2000 – 103 008
- 2005 – 97 832
- 2009 – 94 340
- 2013 – 91 564

## Zabytki
Wśród dziewięciu kościołów na szczególną uwagę zasługuje gotycka katedra pod wezwaniem św. Marii (Dom St. Marien). Budowana była od 1451 do 1536 roku, później zaś odnawiana w latach 1885–1891. W 87-metrowej dzwonnicy katedry wisi ważący 5,750 ton dzwon. Wewnątrz kościoła znajdują się między innymi drewniany ołtarz, osiem obrazów Michaela Wolgemuta, oraz rzeźbiona w drewnie Pietà Petera Breuera. Poza budynkami sakralnymi, na szczególną uwagę zasługują ratusz, w którym mieści się miejskie archiwum, oraz późnogotycki budynek, w którym znajduje się obecnie teatr.

## Gospodarka
W mieście rozwinął się przemysł metalowy, maszynowy, elektrotechniczny, włókienniczy, odzieżowy, ceramiczny oraz poligraficzny. Ponadto w Zwickau działają zakłady naprawcze taboru kolejowego.

## Transport
W mieście znajduje się stacja kolejowa Zwickau Hauptbahnhof.

## Sport
- FSV Zwickau – klub piłkarski

## Polacy w Zwickau

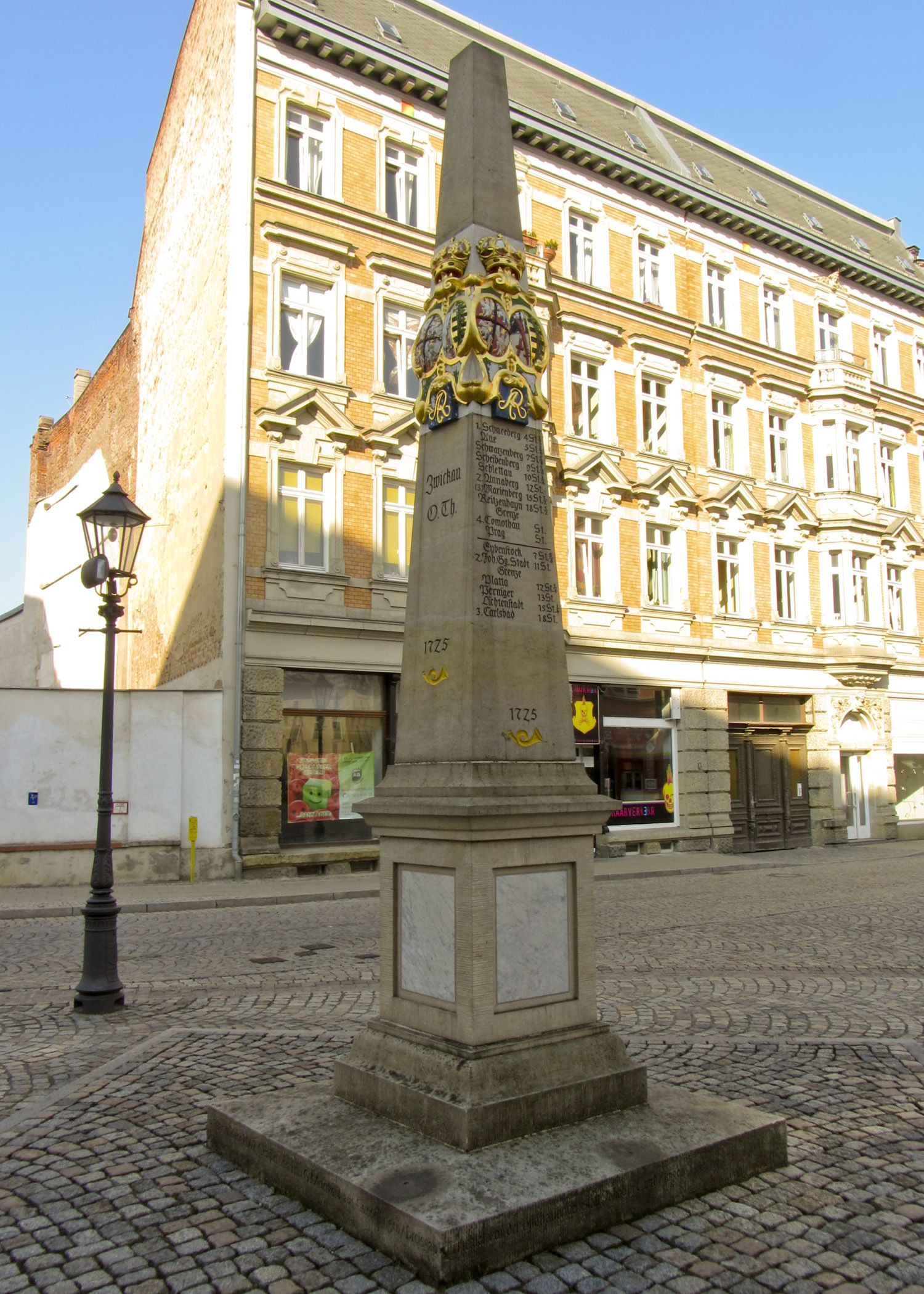
Słup dystansowy poczty polsko-saskiej z 1725 roku

W latach 1697–1706 i 1709–1763 Zwickau wraz z Elektoratem Saksonii było związane unią personalną z Polską. Z tego okresu pochodzi słup dystansowy poczty polsko-saskiej, na którym widnieją herby Rzeczypospolitej i Saksonii.
W czasie II wojny światowej w Zwickau byli więzieni m.in. Franciszek Barnert, Karol Junga, Jan Foltyn, Franciszek Blachnicki, Tadeusz Nowakowski oraz beatyfikowani przez Jana Pawła II w 1999 roku Franciszek Kęsy, Czesław Jóźwiak, Edward Klinik i Grzegorz Frąckowiak.
W 1944 w Zwickau urodził się polski aktor teatralny i dubbingowy Mikołaj Müller.
Od sezonu 2015/2016 w drużynie BSV Sachsen Zwickau swoje mecze rozgrywa bramkarka Aleksandra Baranowska.

## Współpraca
- Nadrenia Północna-Westfalia: Dortmund od 1988
- Hesja: Erzhausen (kontakty utrzymuje dzielnica Crossen)
- Czechy: Jablonec nad Nisou od 1971
- Badenia-Wirtembergia: powiat Lörrach
- Holandia: Zaanstad od 1987

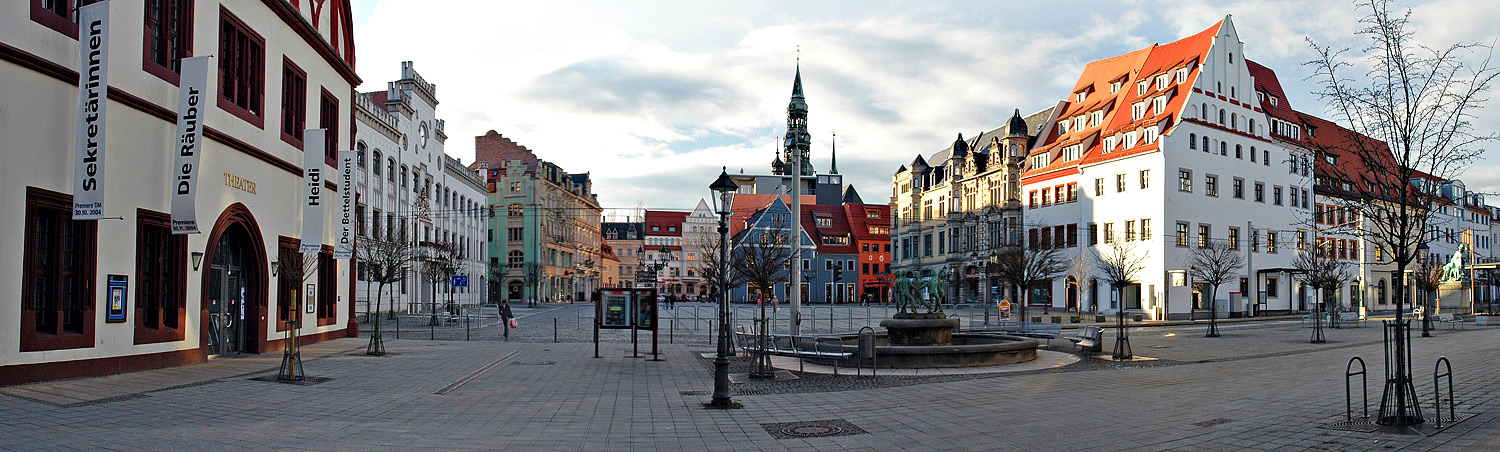
Panorama Głównego Rynku